# Persone di nome Anderson/Calciatori
| Questa pagina contiene informazioni ricavate automaticamente dalle voci biografiche con l'ausilio del template Bio e di un bot. L'aggiornamento è periodico e automatico e ricostruisce completamente la pagina. Se manca una persona in questa lista, sei pregato di non aggiungerla, ma accertati piuttosto che la sua voce biografica contenga il template Bio e che i dati anagrafici siano correttamente compilati. Se il template Bio manca, inseriscilo tu stesso o, in alternativa, metti l'avviso {{tmp\|Bio}} che ne segnala la mancanza. Se i dati riportati sono sbagliati, correggi direttamente la voce biografica; le modifiche saranno visibili in questa lista entro pochi giorni. Per chiarimenti vedi il progetto antroponimi. La lista contiene solo le 51 persone che sono citate nell'enciclopedia e per le quali è stato implementato correttamente il template Bio. Pagina aggiornata al 7 mar 2025. |

Questa è una lista di persone presenti nell'enciclopedia che hanno il nome Anderson e sono calciatori.

## A(3)
- Anderson Oliveira Almeida, ex calciatore brasiliano (Rio de Janeiro, n. 1980)
- Anderson Aquino, ex calciatore brasiliano (Foz do Iguaçu, n. 1986)
- Anderson Arroyo, calciatore colombiano (Quibdó, n. 1999)

## C(11)
- Anderson Sebastião Cardoso, ex calciatore brasiliano (Mogi Guaçu, n. 1981)
- Anderson Luiz de Carvalho, calciatore brasiliano (San Paolo, n. 1981)
- Anderson Emanuel, calciatore angolano (Luanda, n. 1996)
- Anderson Conceição, calciatore brasiliano (Caravelas, n. 1989)
- Anderson Contreras, calciatore venezuelano (Socopó, n. 2001)
- Anderson Cordeiro Costa, calciatore brasiliano (Bom Despacho, n. 1998)
- Anderson Correia, calciatore brasiliano (San Paolo, n. 1991)
- Anderson Costa, ex calciatore brasiliano (Rio de Janeiro, n. 1984)
- Matheus Cuello, ex calciatore uruguaiano (Rivera, n. 1995)
- Anderson Cueto, ex calciatore peruviano (Lima, n. 1989)
- Hernanes, calciatore brasiliano (Recife, n. 1985)

## D(11)
- Anderson de Jesus Santos, calciatore brasiliano (Lagarto, n. 1995)
- Anderson Barbosa, ex calciatore brasiliano (Brasilia, n. 1974)
- Anderson Duarte, calciatore uruguaiano (Tacuarembó, n. 2004)
- Anderson Pico, calciatore brasiliano (Porto Alegre, n. 1988)
- Jordan, calciatore brasiliano (San Paolo, n. 1999)
- Anderson Pedro da Silva Nunes Campos, ex calciatore brasiliano (Recife, n. 1983)
- Anderson Carvalho, calciatore brasiliano (Cubatão, n. 1990)
- Pimentinha, calciatore brasiliano (São Luís, n. 1987)
- Anderson Oliveira, calciatore brasiliano (Sinop, n. 1998)
- Anderson dos Santos Gomes, calciatore brasiliano (San Paolo, n. 1998)
- Anderson Ricardo dos Santos, ex calciatore brasiliano (Marília, n. 1983)

## E(1)
- Anderson Esiti, calciatore nigeriano (Warri, n. 1994)

## F(1)
- Pará, calciatore brasiliano (Capanema, n. 1995)

## J(1)
- Anderson Julio, calciatore ecuadoriano (Pimampiro, n. 1996)

## L(2)
- Anderson Leite, calciatore brasiliano (San Paolo, n. 1993)
- Anderson Lopes, calciatore brasiliano (Recife, n. 1993)

## M(3)
- Anderson Marques, ex calciatore brasiliano (Mogi das Cruzes, n. 1983)
- Anderson Martins, ex calciatore brasiliano (Fortaleza, n. 1987)
- Anderson Grasiane de Mattos Silva, calciatore brasiliano (Itaperuna, n. 1982)

## N(1)
- Anderson Niangbo, calciatore ivoriano (Abidjan, n. 1999)

## O(3)
- Anderson de Oliveira Gomes, ex calciatore brasiliano (Vitória, n. 1980)
- Anderson Oliveira Silva, calciatore brasiliano (San Paolo, n. 1997)
- Anderson Ordóñez, calciatore ecuadoriano (Guayaquil, n. 1994)

## P(2)
- Anderson Luís Pinheiro, ex calciatore brasiliano (Curitiba, n. 1981)
- Anderson Plata, calciatore colombiano (Villanueva, n. 1990)

## R(2)
- Anderson Luís, ex calciatore brasiliano (Mesópolis, n. 1988)
- Anderson Ribeiro, ex calciatore brasiliano (Porto Alegre, n. 1981)

## S(9)
- Anderson Luiz Schveitzer, ex calciatore brasiliano (Florianópolis, n. 1974)
- Anderson Silva de França, ex calciatore brasiliano (São Paulo, n. 1982)
- Anderson Bamba, ex calciatore brasiliano (São Gonçalo, n. 1988)
- Anderson Ferreira, ex calciatore brasiliano (Itabuna, n. 1985)
- Anderson Santamaría, calciatore peruviano (Tingo María, n. 1992)
- Anderson Santana dos Santos, ex calciatore brasiliano (Belo Horizonte, n. 1986)
- Anderson Silva da Paixão, calciatore brasiliano (Ribeirão Pires, n. 1998)
- Anderson Soares da Silva, calciatore brasiliano (Barbosa Ferraz, n. 1987)
- Talisca, calciatore brasiliano (Feira de Santana, n. 1994)

## V(1)
- Anderson Vital da Silva, ex calciatore brasiliano (Volta Redonda, n. 1988)